# Peescel

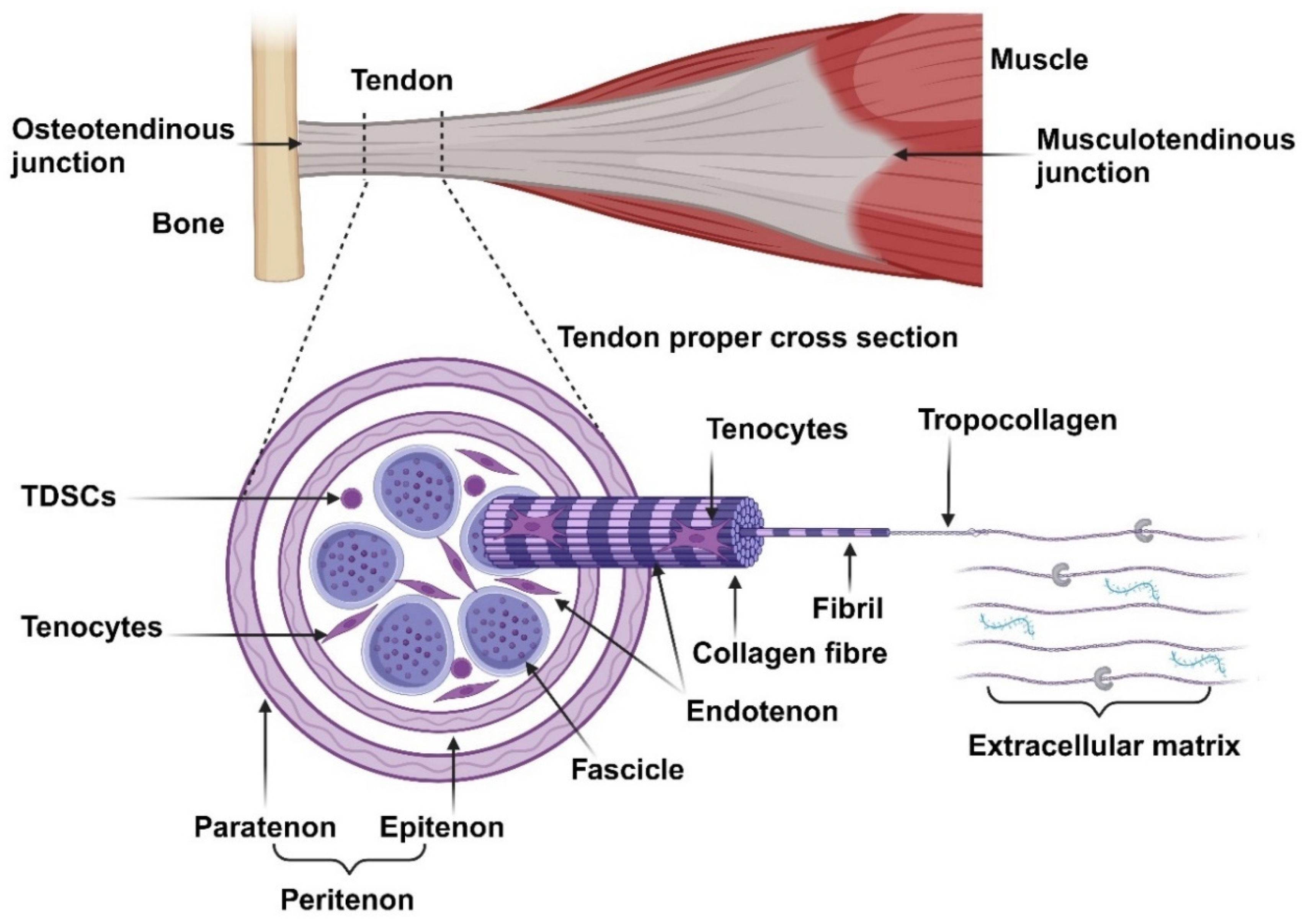
Overzicht van de anatomische structuren van pezen. Tenocytes: Peescellen, TDSCs: Peesstam/voorlopercellen.

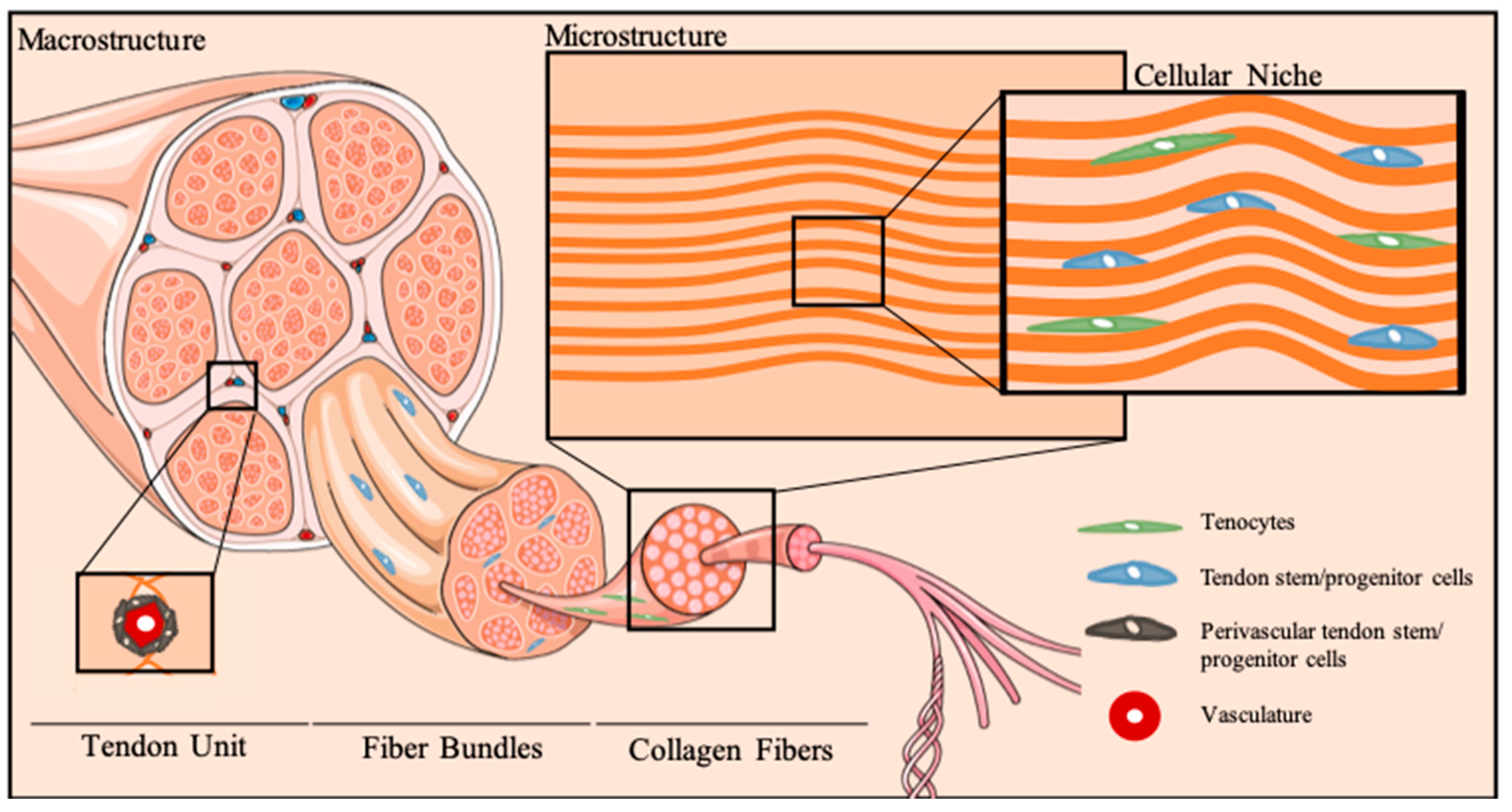
Schema van de hiërarchische organisatie van pezen

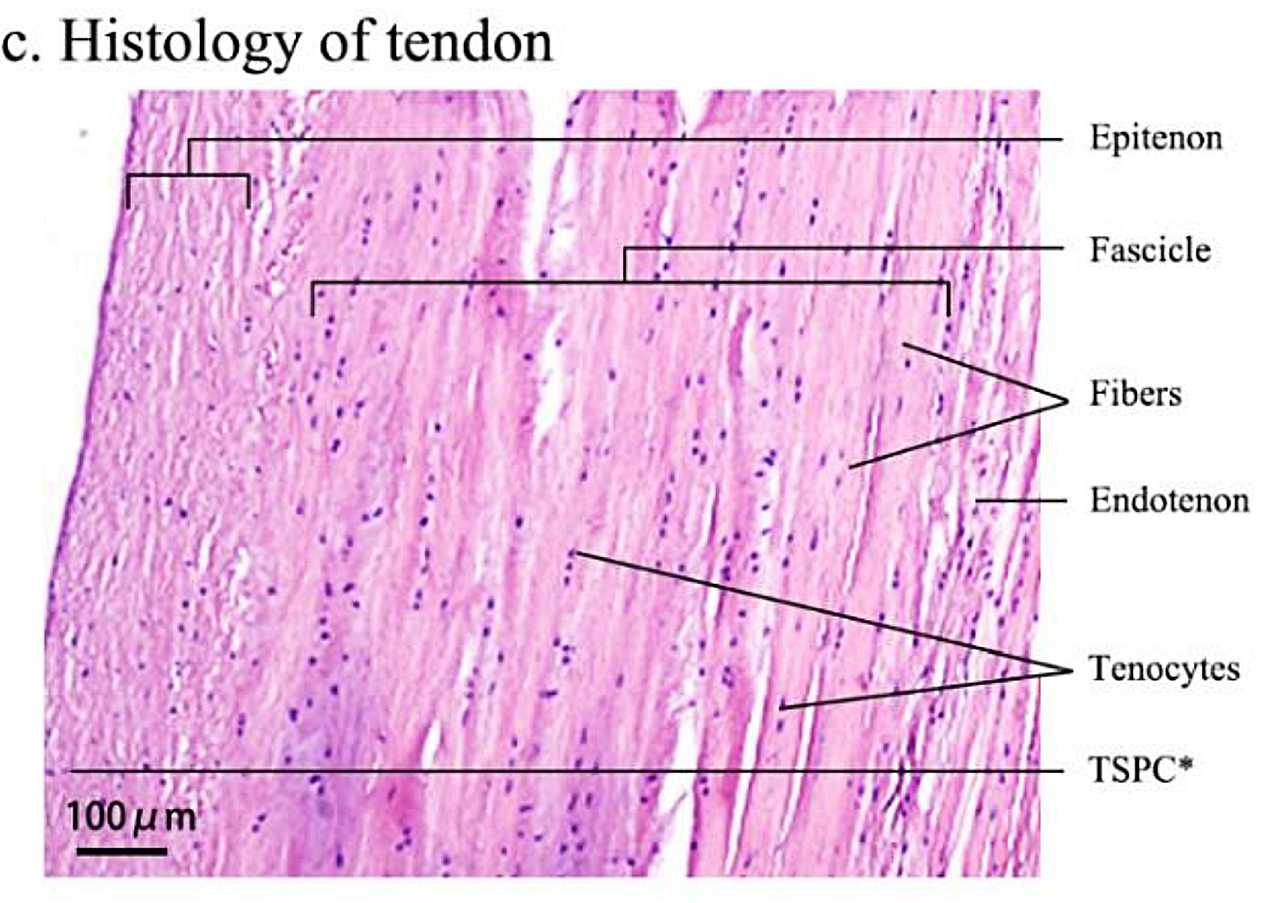
Tenocytes: Peescellen, TSPC: Peesstam/voorlopercel.

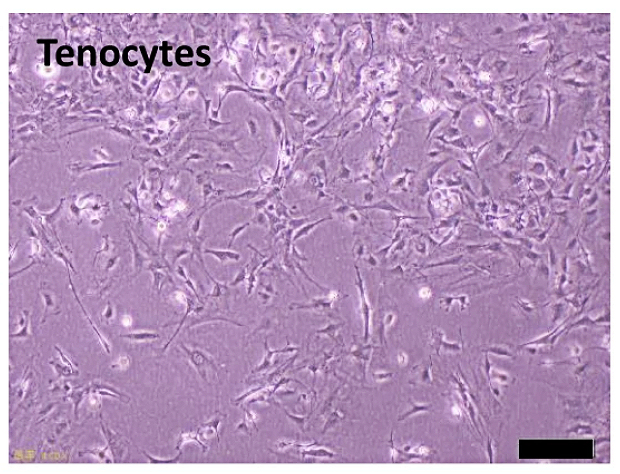
Peescellen van de achillespees van een muis.

Peescellen, tenocyten of tendocyten zijn cellen die in het dichte, collageenachtige, parallelvezelige bindweefsel van pezen voorkomen. Peescellen zijn gespecialiseerde cellen die bijdragen aan de structuur, functie en het herstel van pezen in het lichaam. De peescellen spelen een essentiële rol bij het handhaven van de peeshomeostase en het bevorderen van genezing na een blessure. Er zijn veel verschillende typen peescellen.
Het bindweefsel van de pees omvat matrixcomponenten (d.w.z. collageen, extracellulaire matrix-eiwitten, de interfasciculaire matrix en kleine leucinerijke proteoglycanen), tenoblasten en voornamelijk peescellen. Peescellen en tenoblasten, die ongeveer 90-95% van de peescelpopulatie in volwassen pezen vertegenwoordigen, kunnen voornamelijk worden onderscheiden op basis van hun verschillende vormen. Tenoblasten hebben ongeveer ronde cellen met eivormige celkernen en peescellen hebben doorgaans langwerpige, spoelvormige cellen.

## Functie
Peescellen zijn primair verantwoordelijk voor de productie en het onderhoud van de extracellulaire matrix (ECM) van de pees, die voornamelijk bestaat uit collageenvezels. Deze cellen zijn betrokken bij de synthese van collageen en andere ECM-componenten die pezen treksterkte geven. Peescellen nemen ook deel aan de hervorming van de ECM als reactie op mechanische belasting en letsel.

## Structuur
Peescellen zijn doorgaans langwerpige, spoelvormige cellen die langs de as van de peesvezels liggen. In dwarsdoorsnede vertoont de peescel vleugelachtige uitsteeksels die zich uitstrekken tussen de aangrenzende collageenfibrillen. Histologisch gezien zijn meestal alleen de kernen van de peescel zichtbaar. De coördinatie van de peescellen in het netwerk wordt bereikt door gap junctions. Ze bevatten grote hoeveelheden ruw endoplasmatisch reticulum ter ondersteuning van de collageenproductie. De unieke structuur van peescellen zorgt ervoor dat ze mechanische belasting kunnen weerstaan en draagt bij aan de sterkte en flexibiliteit van de pees.
De volwassen peescellen zijn verantwoordelijk voor het behoud van de peesstructuur en -functie. De peesvoorlopercellen zijn betrokken bij peesherstel en -regeneratie, met name na een blessure. De peesfibroblasten dragen ook bij aan de synthese van delen van de extracellulaire matrix.

## Ontwikkeling en differentiatie

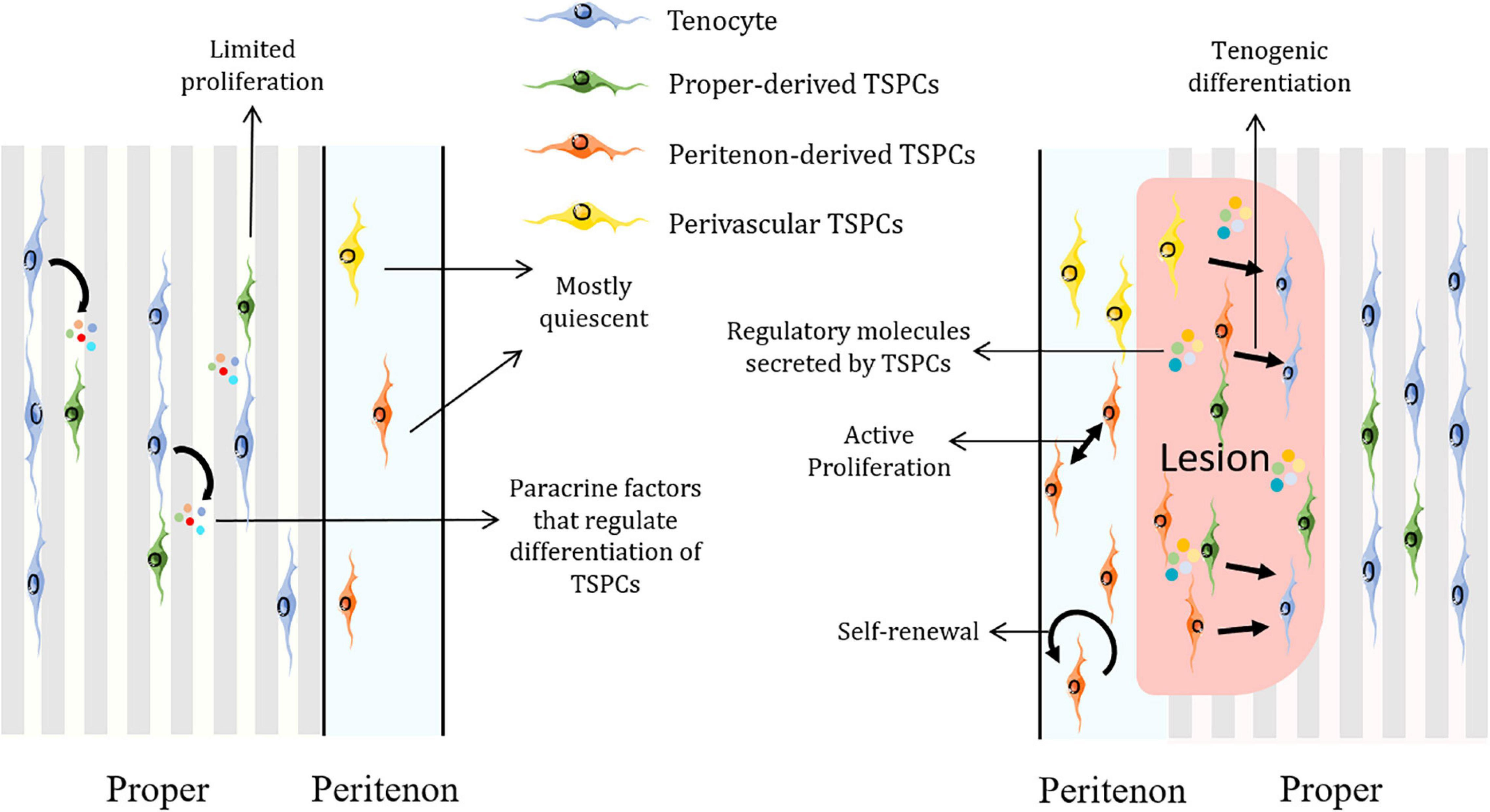
Schematische weergave van hoe TSPC's betrokken zijn bij peeshomeostase en -regeneratie.

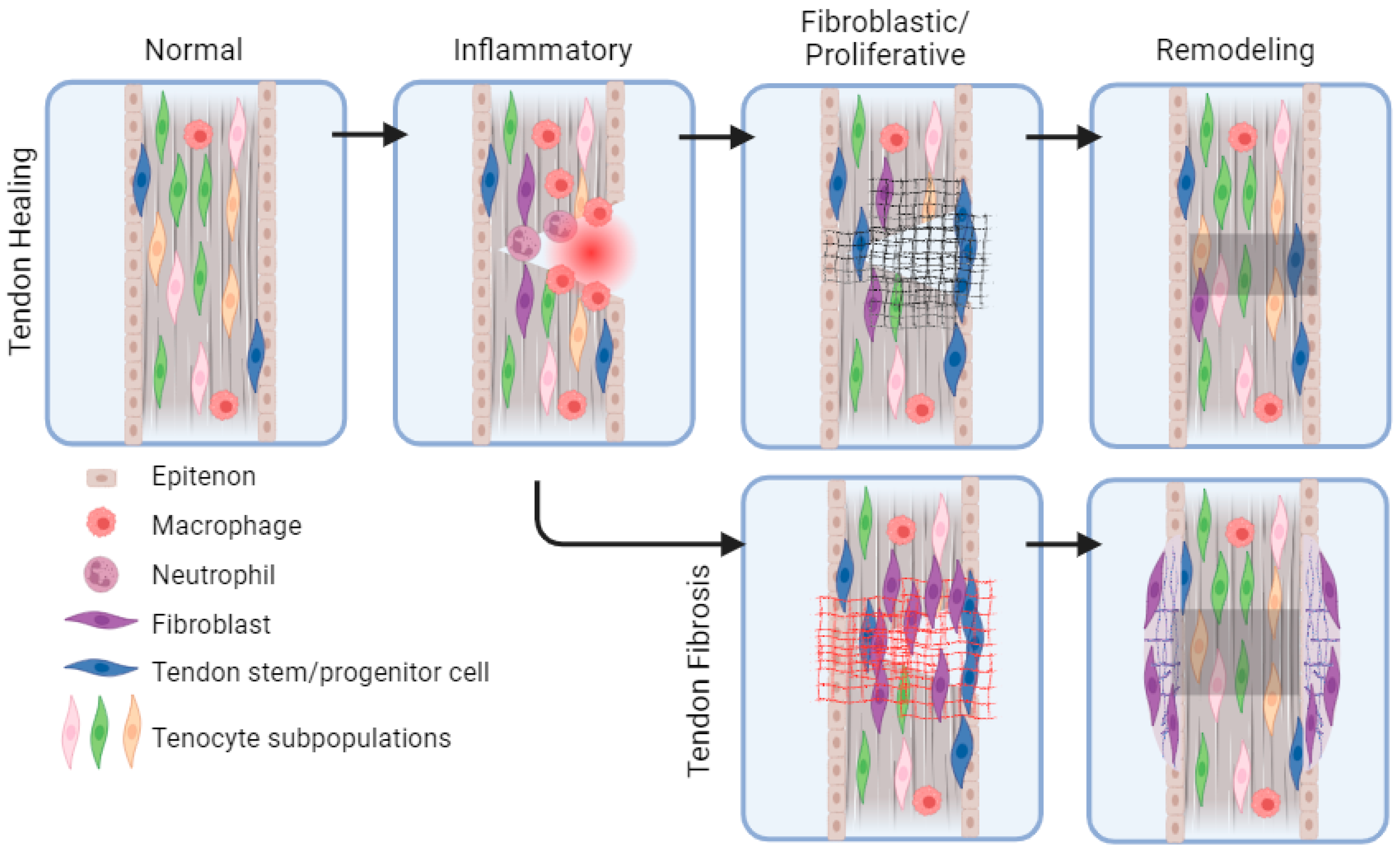
Schema van de stadia van peesgenezing en fibrose en de betrokken cellen.

Peescellen ontstaan tijdens de foetale ontwikkeling uit mesenchymatische stamcellen, die differentiëren via tenoblasten tot peescellen en peesfibroblasten. Bij volwassenen behouden peescellen de integriteit van de pees door continue hervorming. Het regeneratievermogen van peescellen is beperkt, waardoor de genezing na een blessure trager kan verlopen in vergelijking met andere weefsels.
Peesstam/voorlopercellen (TSPC's) blijven grotendeels inactief in een homeostatische toestand en omliggende niet-stamcellen/voorlopercellen zouden factoren kunnen afscheiden om hun differentiatie te reguleren. Bij letsel zouden TSPC's geactiveerd en gemobiliseerd worden. TSPC's vernieuwen zichzelf, prolifereren, migreren naar de laesie en differentiëren tot peescellen. Daarnaast beïnvloeden ze het ontstekingsproces door de productie van regulerende moleculen zoals Interleukine-10IL-10 te verhogen. TGF-β blijkt de gedifferentieerde toestand van peescellen te handhaven, zonder welke peescellen zouden terugkeren naar een meer TSPC-achtige toestand.
Onderzoek heeft verschillende moleculaire factoren geïdentificeerd die de differentiatie en ontwikkeling van peescellen reguleren. Deze omvatten transcriptiefactoren (bijv. scleraxis (SCX), SOX9) en signaaltransducties (bijv. BMP's, Wnt, FGF), die peesvoorlopercellen en hun overgang naar volwassen peescellen reguleren.

## Gewervelden
Peescellen zijn bij gewervelden langwerpige cellen van het fibroblasttype. Het cytoplasma is uitgerekt tussen de collageenvezels van de pees. Ze hebben een centrale celkern met een prominente nucleolus. Peescellen hebben een goed ontwikkeld endoplasmatisch reticulum en zijn verantwoordelijk voor de synthese en omzetting van peesvezels en grondsubstantie. Grondsubstantie is een amorfe, gelachtige substantie in de extracellulaire ruimte van dieren die alle componenten van de extracellulaire matrix bevat, behalve vezelachtige materialen zoals collageen en elastine.

## Ongewervelden
Peescellen vormen bij weekdieren een verbindende epitheellaag tussen de spier en het uitwendig kalkskelet. Bij gastropoden bijvoorbeeld zijn de retractorspieren via peescellen verbonden met het uitwendig skelet. Spiercellen zijn via hemidesmosomen verbonden met de collageenspier-peesruimte. De spier-peesruimte is vervolgens via basale hemidesmosomen verbonden met de basis van de peescellen, terwijl apicale hemidesmosomen, die bovenop microvilli liggen, de peescellen aan een dunne laag collageen hechten. Deze is op zijn beurt aan de schelp bevestigd via organische vezels die zich in de schelp nestelen. Peescellen van weekdieren zien er cilindervormig uit en bevatten een grote basale celkern. Het cytoplasma is gevuld met granulair endoplasmatisch reticulum en een schaars golgi-weefsel. Dichte bundels microfilamenten lopen over de lengte van de cel en verbinden de basale met de apicale hemidesmosomen.

## Peesblessure
Een normale pees bestaat uit meerdere populaties peescellen en een peesstam- en voorlopercellen in een collageenmatrix en wordt omgeven door het epitenon. Macrofagen zijn ook aanwezig bij aanvang van de blessure. Na een blessure doorlopen peesgenezing en fibrose drie overlappende fasen: ontsteking, fibrotisch/proliferatief en hervorming. Bij normale peesgenezing migreren macrofagen, neutrofielen en fibroblasten naar de plaats van de blessure tijdens de ontstekingsfase. Vervolgens beginnen intrinsieke peescellen en extrinsieke fibroblasten collageen III af te zetten in de proliferatieve fase. In de hervormingsfase neemt de het aantal cellen af en wordt collageen III vervangen door collageen I. Alle postnatale pezen genezen met een litteken, dat een aangetaste structuur heeft in vergelijking met normale pezen; sommige pezen ondergaan echter een proces van "overgenezing" na de ontstekingsfase. In deze fibrotische pezen zetten fibroblasten tijdens de proliferatieve fase een overmaat aan ongeorganiseerd collageen en andere matrixeiwitten af. Tijdens de hervormingsfase wordt het vergrote littekenweefsel in stand gehouden door collageen III te vervangen door collageen I.